# Киргизи
Кирги́зи (самоназва кыргыздар) — тюркський народ, що говорить киргизькою мовою. Киргизи населяють Киргизстан, частково Афганістан, Китай та Таджикистан. Загальна чисельність киргизів сягає 5,9—6 млн.

## Історія
Перші люди, відомі за ім'ям Киргиз, згадуються в ранніх середньовічних Китайських джерелах, оскільки вони були північними сусідами і мешканцями Тюркського степу в Монголії. Киргизи були залучені в міжнародну систему торгового маршруту, всесвітньо відомого, як Великий шовковий шлях не пізніше VIII сторіччя. З часів їх руйнування Уйгурської Імперії у 840 році, вони говорили тюркською мовою, що незначною мірою відрізнялася від старотюркської мови, і використовували рунічну абетку. Після їх перемоги над уйгурами киргизи не зайняли Монгольський степ, і їх історія протягом декількох сторіч після цього мало відома, хоча вони згадуються в середньовічних географічних роботах, як населення, що живе поблизу від їхнього сучасного розташування.
Сучасні киргизи вважають, що їхні пращури були або південними самоїдами, або єнісейськими племенами, які вступили в контакт з Тюркською культурою після того, як вони завоювали уйгурів і заселили Орхон — місцеположення найстарішої записаної Тюркської мови, у дев'ятому сторіччі. Відкриття пазирикської (Pazyryk) і таштикської (Tashtyk) культури показують як суміш тюркських мов і іранських кочових племен. Китайські і мусульманські джерела VII —XII століть описують киргизів як рудоволосих із зеленими (блакитними) очима.
Походження киргизів від корінного сибірського населення підтверджується з іншого боку недавніми генетичними вивченнями (Євразійський Heartland: Континентальна перспектива на різноманітності Y-хромосоми). Цікаво що 63 % з сучасних чоловіків киргиз мають Haplogroup R1a1 (Y-ДНК) таку ж як таджики (64 %), українці (54 %), поляки (56 %) і навіть Ісландці (25 %). Haplogroup R1a1 (Y-ДНК) є маркером мовців прото-індо-європейських мов. Це, можливо, пояснює повідомлення про зелені або блакитні очі ранніх киргизів.
Якщо киргизи походять з племен Сибірських самоїдів, киргизи мали би мову уральської лінгвістичної підродини, коли вони прибули в регіон Орхону; якщо походять з єнісейських племен, вони спустилися б від людей того ж імені, хто почав переміщатися в область сучасного Киргизстану від Єнісею з центрального Сибіру в десятому сторіччі, після киргизького завоювання уйгурів у попередньому сторіччі. Проте, етнографи обговорюють єнісейську теорію походження через дуже близьких культурних і лінгвістичних зв'язків між киргизами і казахами. Проте, найраніші описи киргизів у китайських джерелах говорять, що вони мають червоний волос і зелені очі, типові характеристики кавказоїдів індоєвропейських людей цього часу, багато з хто з них жив у Центральній Євразії. Окрім того, здається, не існує вагомих лінгвістичних причин з'єднати киргизів або з уральськими, або єнісейськими мовними сім'ями. Це напевно, якщо сучасні киргизи — фактично прямі нащадки ранньосередньовічних киргизів.
Під час царату (1876 — 1917), і казахи, і киргизи відомі під єдиною назвою киргиз, при тому киргизів сучасних для вирізнення за необхідності від казахів було прийнято називати кара-киргиз (чорні, справжні киргизи).
У XVII —XVIII століттях, коли киргизи стали частиною Джунгарського ханства, сформувалося остаточне усвідомлення киргизами себе як окремого народу. У цей період завершилося створення епосу «Манас», що є організуючою ідеєю і одним з національних символів киргизів. У цей же період киргизька мова зазнала значного впливу з боку західномонгольських (ойратських) мов.
У XVIII —XIX століттях киргизи жили в межах Кокандського ханства, вживаючи як писемну пізню чагатайську мову з місцевими особливостями.
У другій половині XIX століття киргизи увійшли до складу Російської імперії, що спричинило сильний вплив російської на киргизьку мову. На думку деяких філологів, на сьогоднішній день киргизька мова проходить стадію активного формування мовної норми і очищення від надмірного впливу російської.

## Киргизи у Китаї
Киргизи — одна з 56 етнічних груп, офіційно визнаних Китаєм. У КНР проживає понад 145 тис. етнічних киргизів. Вони мешкають переважно в Кизилсу-Киргизькій автономній префектурі що входить до складу південно-західної частини Уйгурії.

## Релігія

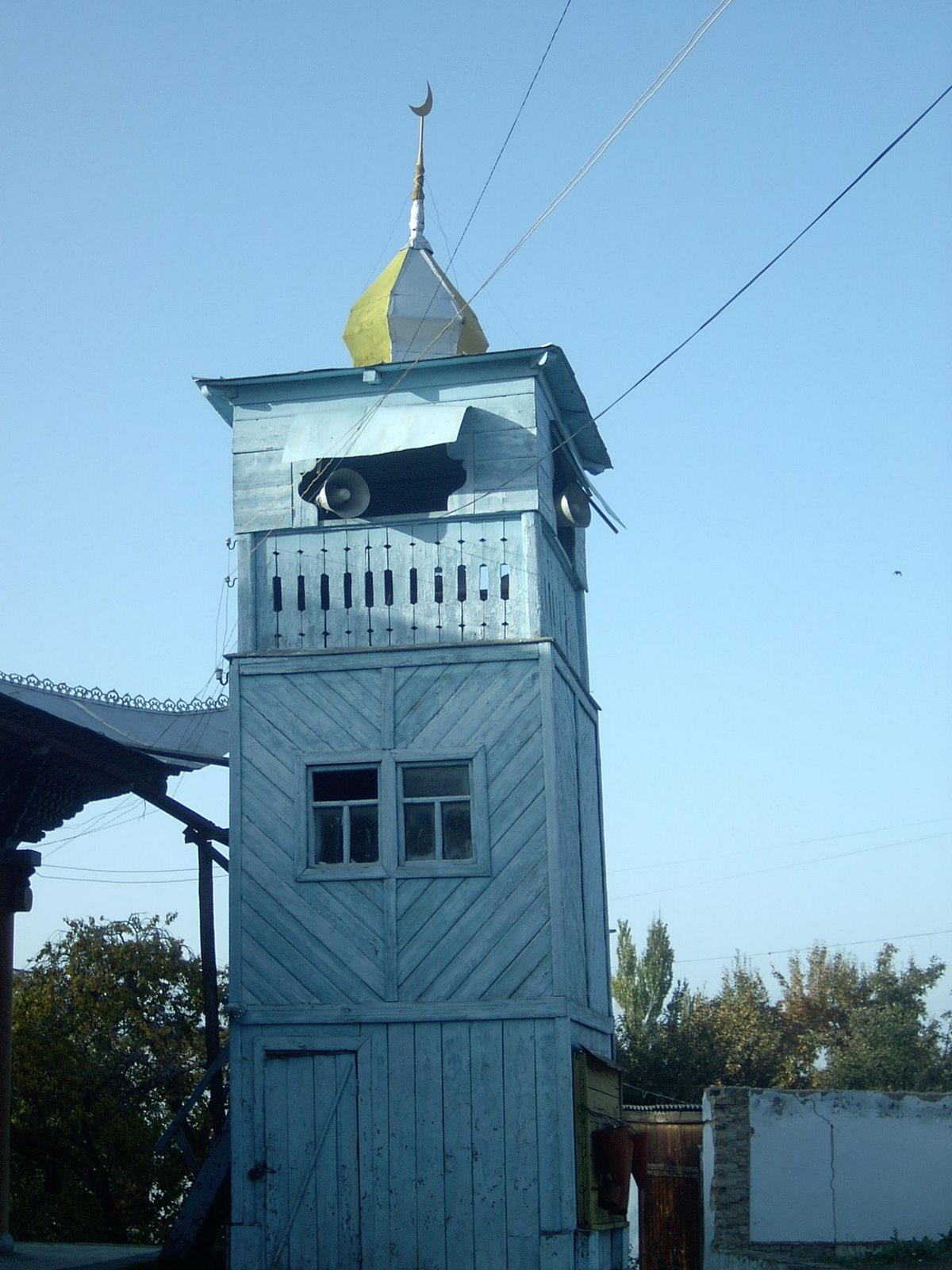
Мінарет мечеті в Киргизстані

За віросповіданням киргизи переважно мусульмани і буддисти. Іслам був вперше запроваджений арабськими торговцями, які подорожували вздовж Великого Шовкового Шляху протягом VII —VIII століть. У VIII століття ортодоксальний Іслам досяг Ферганської долини, разом з прийшлими узбеками.
Сьогодні, трохи культурних ритуалів шаманізму все ще практикуються пліч-о-пліч з ісламом особливо в Центральному Киргизстані.

## Етимологія
Є декілька етимологічних теорій стосовно етноніму «киргиз» Спершу, ім'я киргиз, можливо, мало на увазі «сорок дівчаток» (kyrk + kyz) (з «Манасу»). Це символізує жовте сонце в центрі прапор Киргизстану, який має 40 променів, що посилаються на сорок племен киргизів. Потім, значення «сорок племен» (kyrk + uuz) який має пряміший сенс. Нарешті, значення прикметника kyrgys — «непорушний», «непогасний» або «безсмертний». Ця версія має очевидну популярну оцінку. Історичне свідоцтво для багатьох конфліктів з іншими народами також підтримує цю теорію.